# Opel 10/18 PS
Der Opel 10/18 PS war ein PKW der Oberklasse, den die Adam Opel KG von 1907 bis Anfang 1910 als Nachfolger der Modelle 12/14 PS und 14 PS baute.

## Geschichte und Technik
Der neue 10/18 PS lag in der Größe zwischen seinen Vorgängermodellen.
Der Motor war ein aus zwei Blöcken zusammengesetzter Vierzylinder-Blockmotor mit 2545 cm³ Hubraum (Bohrung × Hub = 90 mm × 100 mm), der 18 PS (13,3 kW) bei 1600/min. leistete. Der seitengesteuerte Motor war wassergekühlt, der Kühlmittelumlauf wurde durch eine Zentrifugalpumpe sichergestellt. Die Motorleistung wurde über eine Metallkonuskupplung, ein manuelles Dreiganggetriebe und eine Kardanwelle an die Hinterachse weitergeleitet.
Der Rahmen war aus Stahlblech-U-Profilen zusammengesetzt. Die beiden Starrachsen waren an halbelliptischen Blattfedern aufgehängt. Die Betriebsbremse war als Innenbackenbremse ausgeführt, die auf die Getriebeausgangswelle wirkte. Die Handbremse wirkte auf die Trommeln an den Hinterrädern.
Verfügbar war der 10/18 PS als viersitziger Doppelphaeton, viersitziger Tourenwagen, viertürige Limousine, ebensolches Landaulet oder zweitüriges Coupé. Mit dem billigsten Aufbau (Doppelphaeton) kostete er 8.500 RM.
Der 10/18 PS wurde bis Anfang 1910 gebaut und dann durch das etwas größere Modell 10/20 PS ersetzt.